# 杀手Go
《杀手Go》是史克威尔艾尼克斯蒙特利尔工作室开发、史克威尔艾尼克斯发行的一款回合制解谜游戏。作品于2014年2月公布，2014年4月和6月分别登陆iOS和Android平台。Windows和Windows Phone版次年4月发行。2016年2月，游戏“终极版”登陆主机平台PlayStation 4和PlayStation Vita，Linux和Windows版则通过Steam发行。游戏是2011年成立的蒙特利尔工作室的首部作品，2013年全面投入制作，由11人团队利用Unity游戏引擎完成。
游戏中，玩家引导《杀手》系列主角杀手47通过一连串由网格组成的关卡。每个关卡由节点和线条组成，以图版游戏形式呈现，其中各个角色被设计成微型人物模型。敌方角色在回合中会移至节点上方进行占领，实现调度，类似于国际象棋。随着玩家在层层关卡中不断推进，新敌人种类和机制陆续出现，增加解谜复杂性。
游戏公布后曾遭部分评论人怀疑。然而，作品的美工、画风、简便的游戏机制及作品在移动设备上的诠释受到表扬。作品还获得了游戏媒体及颁奖机构的多项提名和奖项。隶属于《古墓丽影》系列的续作《劳拉Go》2015年8月发行。

## 游戏玩法

《杀手Go》的关卡中，位于左侧的主角殺手47必须越过敌人，前往右上方的出口节点。

《杀手Go》为回合制解谜游戏，隶属于《杀手》游戏系列。游戏各关卡的设置为相互交错的节点和线条组成的网格状图版，其中节点代表玩家或敌人可占领的位置，线索则用来在节点间移动。玩法控制《杀手系列》的主角杀手47。利用觸控式螢幕控制，玩家在回合中沿直线滑动，控制杀手47走向他们想要的位置。在个人电脑平台的“终极版”中，滑动操作由鼠标点击、按住和拖拽操作取代。玩家一旦完成回合，所有敌人同时移动。每个关卡均设有亟待完成的主要目标，其中一些需要玩家指导杀手47前往结束节点，其他则要求玩家暗杀特定目标。玩家移至目标敌人节点上方进行暗杀，类似地敌人来到玩家节点上也会杀死玩家。
随着游戏进行，关卡难度不断升级，不同的机制和新敌人种类出现。每种敌人穿着颜色各异的衣服，方便玩家辨认他们的运动模式。一些敌人会在单个节点保持不动或旋转，其他敌人会沿着特定路线巡逻。游戏后期需要玩家收集图版上的钥匙，解开封锁关卡目标的门。关卡还设有连接图版不同地点的陷阱门，让玩家在回合中于两者间移动。部分节点设有盆栽植物，玩家占领不会被发现。玩家可寻找色彩伪装给主角穿上，如此一来主角路过衣服颜色与伪装颜色相似的敌人不会被发现。可投掷物件可用于干扰改变敌人移动模式。部分关卡还设有武器，可用于远距离射击目标或障碍物。
大部分关卡设计了额外目标，例如收集公文包，或者不杀一人完成关卡，玩家完成目标会获得星级奖励。星级用于解锁之后的关卡。游戏分为五章，其中一章取材自《杀手2：沉默刺客》的一关。游戏的内购功能提供谜题线索或直接解开章节。

## 开发与发行
《杀手Go》由加拿大游戏工作室史克威尔艾尼克斯蒙特利尔开发。对于2011年才刚成立，由曾为史克威尔艾尼克斯欧洲工作室员工组成的新工作室而言，这是他们的首个作品。工作室刚成立，便确定首个项目是《杀手》系列游戏。工作室原本想打造一款3A级主机游戏，将团队规模扩大到150人。一年后，虽然团队持续扩大，主机游戏项目还是被取消，工作室将重心转移至移动游戏，这一决定使得三分之一的员工离开。
游戏构思阶段仅有四名员工，一开始的原型用打印好的角色在纸上构建。2013年中旬，项目获得通过，投入制作。丹尼尔·卢兹担任创意总监，团队规模在余下开发时间中处在11人的顶峰状态。为了构建游戏，工作室找了许多游戏引擎，但最终还是用了最初选好的Unity，考虑到它入手门槛低，支持主流移动平台，另外团队的部分成员有过利用该引擎打造游戏的经验。作品的初始原型及基础关卡编辑器不出几天便开发完成，之后不用两个星期，工作室剩下的人就看到了游戏的首个版本。
设计过程中，卢兹和团队考虑了多个特定因素，包括游戏的价格、流程时长、品牌、类型、玩家期望、制作局限及商业模式。谈到游戏的类型，卢兹认为团队应该为《杀手》开发一部跑酷游戏。然而，他们认为这个这种游戏风格不契合《杀手》系列的价值观，玩家不会接受。相反，他们认为将《杀手》转译成图版游戏更加合适，让玩家在执行动作前有时间思考计划，而这也很符合《杀手》系列打造“思考者游戏”的理念。设计师测试了跟《杀手》主要作品类似、能让玩家在等待目标时躺下的功能，但这个功能会让玩家杀死图版上的任何目标，妨碍谜题按预期运作，所以出于游戏玩法考虑从最终版删除。游戏画风取材于建筑模型和立体透视模型。角色以固定姿势创建，没有任何肢体动画，跟象棋子很像。美工在创造大多数角色时未采用需要额外纹理内存的细节纹理，而使用色板，方便大多数角色共享素材。该方法使他们利用可以为角色使用多种颜色，不会导致绘制调用过多。团队认为人们玩移动游戏的时间一般不会很长，所以没有加入对白、过场动画或着重剧情的结构。
游戏于2014年2月公布，4月17日登陆iOS，6月4日上线Android。Microsoft Windows和Windows Phone版于2015年4月27日发行。2015年E3电子娱乐展，虚拟现实技术公司Oculus VR展示了游戏的三星Gear VR版。2015年12月5日，PlayStation Experience大会上，游戏宣布于2016年登陆PlayStation 4和PlayStation Vita。该版本被称为“终极版”（Definitive Edition），于2016年2月23日上线，新增内容并改善画面。“终极版”的Linux和Windows版通过Steam平台发行。

## 评价
游戏汇总媒体Metacritic显示，作品获得专业评论人的“普遍好评”。部分评论人表示，他们起先怀疑背离《杀手》系列第三人称隐蔽类动作游戏的根基，采用手机解谜游戏模式的概念，但玩过游戏后便承认作品是系列的一种愉快和创造性的表现。
游戏的视觉呈现和版图游戏画风获得如潮好评。Joystiq编辑安东尼·约翰·安杰洛（Anthony John Agnello）认为游戏的颜色和图案比《杀手：赦免》还要吸引。他肯定了选关屏幕和菜单中的版图游戏箱设计。Destructoid的作者布列塔尼·文森特（Brittany Vincent）称赞彩蛋和用户界面图标简约，认为游戏关卡像娃娃屋。Eurogamer和IGN的作者认为角色设计好比微型棋盘游戏。Polygon评论亚瑟·吉斯（Arthur Gies）肯定简单的游戏机制及简约的方法，认为游戏利用复杂的图版游戏，机智地捕捉表达了系列的元素。Joystiq的安杰洛认为游戏是史克威尔艾尼克斯蒙特利尔令人印象深刻的处女作，表示游戏风格很适合触屏设备。评论人还称赞完成额外目标所带来的重玩价值和挑战。
然而游戏网格系统设计受到批评，被认为限制了完成关卡的途径。Polygon的吉斯认为分散注意力和杀人机制在版图游戏设定中得到很好地诠释，但对部分关卡必须杀死非目标卫兵才能完成感到失望。Destructoid的文森特同样感到失望，认为《杀手》系列的核心元素被剥夺了。Eurogamer和IGN的编辑认为应用内购价格过高，但由于分享关卡解法的网站很常见，可以轻松无视。《PC Gamer》的菲尔·萨维奇（Phil Savage）在评测“终极版”时强调个人电脑版本无法掩盖出自移动版的根基。他认为点击拖拽的鼠标互动效果不理想，但仍称赞对游戏的画风和玩法。GameSpot编辑马特·佩吉特（Mat Paget）认为游戏的虚拟现实版令人沮丧，没有带来他希望虚拟现实游戏能呈现的逃避现实感。虽然他承认游戏本身很优秀，但劝说读者不要购买虚拟现实版，认为不值得麻烦。
游戏获得2014年金摇杆奖最佳视觉设计及最佳手机游戏提名，2015年获第11届英国游戏学院奖最佳处女作及最佳手机及手持设备游戏两项大奖提名。GameSpot和IGN各自将《杀手Go》列入2014年最佳手机游戏榜单。游戏还获得2014年加拿大电子游戏大奖（Canadian Videogame Awards）最佳游戏设计和最佳iOS游戏两项大奖。2014年，国家电子游戏行业研究院授予游戏NAVGTR大奖“特殊类游戏”提名。

## 续作
2015年E3电子娱乐展上，史克威尔艾尼克斯蒙特利尔宣布了游戏的续作《劳拉Go》，该作品隶属于《古墓丽影》宇宙。游戏于2015年8月27日发行。游戏中，玩家需要利用触摸屏控制蘿拉·卡芙特在由节点和线条组成的关卡中移动。尽管核心机制和设计类似于《杀手Go》，开发商并不希望把《劳拉Go》打造成换皮游戏的模样，因此将重心放在了由谜题驱动的探索及《古墓丽影》品牌的玩法要素上。次年，史克威尔艾尼克斯蒙特利尔宣布了改编自《杀出重围》系列的类似作品《杀出重围Go》。